# Postilionul meu a fost lovit de fulger

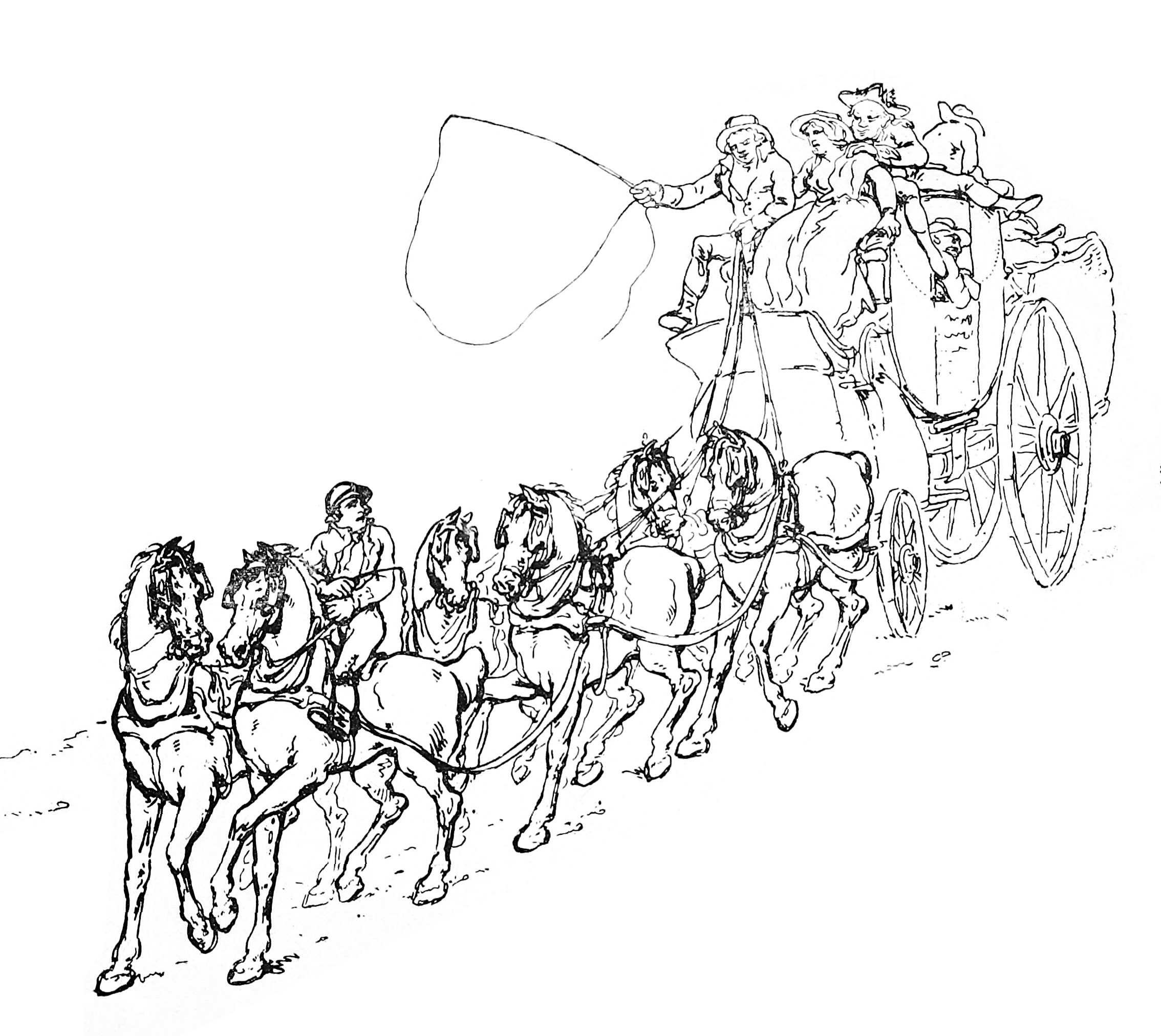
Această gravură engleză din 1793 prezintă un postilion montat pe calul din stânga față

„Postilionul meu a fost lovit de fulger” (My postillion has been struck by lightning), „Postilionul nostru a fost lovit de fulger” (our postillion has been struck by lightning) și alte variații ale aceluiași model sunt adesea date ca exemple de fraze ridicole care se presupune că au fost găsite în cărțile frazeologice sau de instruire lingvistică în secolul al XIX-lea și la începutul secolului al XX-lea.

Deși diferite forme ale frazei sunt citate pe scară largă, formularea exactă și contextul în care se spune că ar fi fost folosită inițial variază. De exemplu, un manual didactic o atribuie unui manual frazeologic portughezo-englez (posibil făcând aluzie la „English as She Is Spoke”):
Manualul de fraze pentru cursanții portughezi de limba engleză, care includea fraza bizară și adesea citată „Pardon me, but your postillion has been struck by lightning” (Scuzați-mă, dar postilionul dvs. a fost lovit de fulger), demonstrează o lipsă totală de sens al contextului: cine ar fi putut spune asta, cui și în ce circumstanțe?
În schimb, un manual de lingvistică menționează fraza presupus „apocrifă” în timpul unei descrieri a predării limbilor străine în „sălile de clasă din Europa la sfârșitul secolului al XIX-lea”:
Enunțurile - construite în special pentru a conține doar gramatica și vocabularul care fuseseră deja acoperite - erau traduse în mod laborios, în scris, în și din prima limbă a elevului. De atunci, astfel de propoziții, adesea ciudat de îndepărtate de orice utilizare imaginabilă, au fost prilej de glume. Probabil am auzit cu toții referiri la apocrifa „My postilion has been struck by lightning” și la infamul plume de ma tante⁠(d).